# Lista de códigos telefónicos

Distribuição mundial dos códigos nacionais agrupados por suas cores através de seu primeiro dígito

Esta lista de códigos telefônicos/telefónicos apresenta os padrões para as telecomunicações definidos e recomendados pela União Internacional de Telecomunicações (UIT) através de seu setor ITU-T nas normas E.123 e E.164. Também são denominados códigos DDI Discagem Direta Internacional.
Os códigos nacionais fazem parte do plano de numeração telefónico e são necessários apenas quando se disca um número de telefone em outro país, de modo a garantir uma identificação unívoca mundialmente. São discados antes do número de telefone local. Convencionalmente, números de telefone internacionais são indicados pela prefixação do código de país com um sinal de adição (+), cujo objetivo é indicar que o usuário deve antes digitar o prefixo de ligações internacionais utilizado no país do qual se origina a chamada. Por exemplo, todos os países que utilizam o plano de numeração norte-americano (NANPA, código de país +1) utilizam 011, enquanto a maioria dos países nos outros continentes em geral utiliza 00.

## Códigos de países
| Código | País                                   | Continente   |
| Zona 1 | Zona 1                                 | Zona 1       |
| ------ | -------------------------------------- | ------------ |
| +1     | Anguila                                | América      |
| +1     | Antígua e Barbuda                      | América      |
| +1     | Bahamas                                | América      |
| +1     | Barbados                               | América      |
| +1     | Bermudas                               | América      |
| +1     | Canadá                                 | América      |
| +1     | Dominica                               | América      |
| +1     | Estados Unidos                         | América      |
| +1     | Granada                                | América      |
| +1     | Guam                                   | Oceania      |
| +1     | Ilhas Caimã                            | América      |
| +1     | Ilhas Marianas do Norte                | Oceania      |
| +1     | Ilhas Virgens Americanas               | América      |
| +1     | Ilhas Virgens Britânicas               | América      |
| +1     | Jamaica                                | América      |
| +1     | Monserrate                             | América      |
| +1     | Porto Rico                             | América      |
| +1     | República Dominicana                   | América      |
| +1     | Samoa Americana                        | Oceania      |
| +1     | Santa Lúcia                            | América      |
| +1     | São Cristóvão e Neves                  | América      |
| +1     | São Martinho                           | América      |
| +1     | São Vicente e Granadinas               | América      |
| +1     | Trindade e Tobago                      | América      |
| +1     | Turcas e Caicos                        | América      |
| Zona 2 |                                        |              |
| +20    | Egipto                                 | África/Ásia  |
| +211   | Sudão do Sul                           | África       |
| +212   | Marrocos                               | África       |
| +212   | Saara Ocidental                        | África       |
| +213   | Argélia                                | África       |
| +216   | Tunísia                                | África       |
| +218   | Líbia                                  | África       |
| +220   | Gâmbia                                 | África       |
| +221   | Senegal                                | África       |
| +222   | Mauritânia                             | África       |
| +223   | Mali                                   | África       |
| +224   | Guiné                                  | África       |
| +225   | Costa do Marfim                        | África       |
| +226   | Burquina Fasso                         | África       |
| +227   | Níger                                  | África       |
| +228   | Togo                                   | África       |
| +229   | Benim                                  | África       |
| +230   | Maurícia                               | África       |
| +231   | Libéria                                | África       |
| +232   | Serra Leoa                             | África       |
| +233   | Gana                                   | África       |
| +234   | Nigéria                                | África       |
| +235   | Chade                                  | África       |
| +236   | República Centro-Africana              | África       |
| +237   | Camarões                               | África       |
| +238   | Cabo Verde                             | África       |
| +239   | São Tomé e Príncipe                    | África       |
| +240   | Guiné Equatorial                       | África       |
| +241   | Gabão                                  | África       |
| +242   | Congo-Brazavile                        | África       |
| +243   | Congo-Quinxassa                        | África       |
| +244   | Angola                                 | África       |
| +245   | Guiné-Bissau                           | África       |
| +246   | Território Britânico do Oceano Índico  | África       |
| +247   | Ascensão                               | África       |
| +248   | Seicheles                              | África       |
| +249   | Sudão                                  | África       |
| +250   | Ruanda                                 | África       |
| +251   | Etiópia                                | África       |
| +252   | Somália                                | África       |
| +253   | Djibuti                                | África       |
| +254   | Quênia                                 | África       |
| +255   | Tanzânia                               | África       |
| +256   | Uganda                                 | África       |
| +257   | Burundi                                | África       |
| +258   | Moçambique                             | África       |
| +260   | Zâmbia                                 | África       |
| +261   | Madagascar                             | África       |
| +262   | Maiote                                 | África       |
| +262   | Reunião                                | África       |
| +263   | Zimbábue                               | África       |
| +264   | Namíbia                                | África       |
| +265   | Maláui                                 | África       |
| +266   | Lesoto                                 | África       |
| +267   | Botsuana                               | África       |
| +268   | Essuatíni                              | África       |
| +269   | Comores                                | África       |
| +27    | África do Sul                          | África       |
| +290   | Santa Helena                           | África       |
| +290   | Tristão da Cunha                       | África       |
| +291   | Eritreia                               | África       |
| +297   | Aruba                                  | América      |
| +298   | Ilhas Féroe                            | Europa       |
| +299   | Groenlândia                            | América      |
| Zona 3 |                                        |              |
| +30    | Grécia                                 | Europa       |
| +31    | Países Baixos                          | Europa       |
| +32    | Bélgica                                | Europa       |
| +33    | França                                 | Europa       |
| +34    | Espanha                                | Europa       |
| +350   | Gibraltar                              | Europa       |
| +351   | Portugal                               | Europa       |
| +352   | Luxemburgo                             | Europa       |
| +353   | Irlanda                                | Europa       |
| +354   | Islândia                               | Europa       |
| +355   | Albânia                                | Europa       |
| +356   | Malta                                  | Europa       |
| +357   | Chipre                                 | Europa       |
| +358   | Finlândia                              | Europa       |
| +359   | Bulgária                               | Europa       |
| +36    | Hungria                                | Europa       |
| +370   | Lituânia                               | Europa       |
| +371   | Letônia                                | Europa       |
| +372   | Estónia                                | Europa       |
| +373   | Moldávia                               | Europa       |
| +374   | Armênia                                | Ásia         |
| +375   | Bielorrússia                           | Europa       |
| +376   | Andorra                                | Europa       |
| +377   | Mônaco                                 | Europa       |
| +378   | São Marinho                            | Europa       |
| +379   | Vaticano                               | Europa       |
| +380   | Ucrânia                                | Europa       |
| +381   | Sérvia                                 | Europa       |
| +382   | Montenegro                             | Europa       |
| +383   | Kosovo                                 | Europa       |
| +385   | Croácia                                | Europa       |
| +386   | Eslovénia                              | Europa       |
| +387   | Bósnia e Herzegovina                   | Europa       |
| +389   | Macedônia do Norte                     | Europa       |
| +39    | Itália                                 | Europa       |
| Zona 4 |                                        |              |
| +40    | Romênia                                | Europa       |
| +41    | Suíça                                  | Europa       |
| +420   | Tchéquia                               | Europa       |
| +421   | Eslováquia                             | Europa       |
| +423   | Liechtenstein                          | Europa       |
| +43    | Áustria                                | Europa       |
| +44    | Reino Unido                            | Europa       |
| +45    | Dinamarca                              | Europa       |
| +46    | Suécia                                 | Europa       |
| +47    | Noruega                                | Europa       |
| +48    | Polônia                                | Europa       |
| +49    | Alemanha                               | Europa       |
| Zona 5 |                                        |              |
| +500   | Ilhas Malvinas                         | América      |
| +500   | Ilhas Geórgia do Sul e Sandwich do Sul | América      |
| +501   | Belize                                 | América      |
| +502   | Guatemala                              | América      |
| +503   | El Salvador                            | América      |
| +504   | Honduras                               | América      |
| +505   | Nicarágua                              | América      |
| +506   | Costa Rica                             | América      |
| +507   | Panamá                                 | América      |
| +508   | São Pedro e Miquelão                   | América      |
| +509   | Haiti                                  | América      |
| +51    | Peru                                   | América      |
| +52    | México                                 | América      |
| +53    | Cuba                                   | América      |
| +54    | Argentina                              | América      |
| +55    | Brasil                                 | América      |
| +56    | Chile                                  | América      |
| +57    | Colômbia                               | América      |
| +58    | Venezuela                              | América      |
| +590   | Guadalupe                              | América      |
| +590   | São Bartolomeu                         | América      |
| +590   | São Martinho                           | América      |
| +591   | Bolívia                                | América      |
| +592   | Guiana                                 | América      |
| +593   | Equador                                | América      |
| +594   | Guiana Francesa                        | América      |
| +595   | Paraguai                               | América      |
| +596   | Martinica                              | América      |
| +597   | Suriname                               | América      |
| +598   | Uruguai                                | América      |
| +599   | Bonaire                                | América      |
| +599   | Curaçao                                | América      |
| +599   | Saba                                   | América      |
| +599   | Santo Eustáquio                        | América      |
| Zona 6 |                                        |              |
| +60    | Malásia                                | Ásia         |
| +61    | Austrália                              | Oceania      |
| +61    | Ilha Christmas                         | Oceania      |
| +61    | Ilhas Cocos                            | Oceania      |
| +62    | Indonésia                              | Ásia/Oceania |
| +63    | Filipinas                              | Ásia         |
| +64    | Nova Zelândia                          | Oceania      |
| +64    | Ilhas Pitcairn                         | Oceania      |
| +65    | Singapura                              | Ásia         |
| +66    | Tailândia                              | Ásia         |
| +670   | Timor-Leste                            | Ásia         |
| +672   | Ilha Norfolque                         | Oceania      |
| +672   | Território Antártico Australiano       | Oceania      |
| +673   | Brunei                                 | Ásia         |
| +674   | Nauru                                  | Oceania      |
| +675   | Papua-Nova Guiné                       | Oceania      |
| +676   | Tonga                                  | Oceania      |
| +677   | Ilhas Salomão                          | Oceania      |
| +678   | Vanuatu                                | Oceania      |
| +679   | Fiji                                   | Oceania      |
| +680   | Palau                                  | Oceania      |
| +681   | Wallis e Futuna                        | Oceania      |
| +682   | Ilhas Cook                             | Oceania      |
| +683   | Niue                                   | Oceania      |
| +685   | Samoa                                  | Oceania      |
| +686   | Quiribáti                              | Oceania      |
| +687   | Nova Caledônia                         | Oceania      |
| +688   | Tuvalu                                 | Oceania      |
| +689   | Polinésia Francesa                     | Oceania      |
| +690   | Toquelau                               | Oceania      |
| +691   | Estados Federados da Micronésia        | Oceania      |
| +692   | Ilhas Marshall                         | Oceania      |
| Zona 7 |                                        |              |
| +7     | Cazaquistão                            | Ásia         |
| +7     | Rússia                                 | Europa/Ásia  |
| Zona 8 |                                        |              |
| +81    | Japão                                  | Ásia         |
| +82    | Coreia do Sul                          | Ásia         |
| +84    | Vietnã                                 | Ásia         |
| +850   | Coreia do Norte                        | Ásia         |
| +852   | Hong Kong                              | Ásia         |
| +853   | Macau                                  | Ásia         |
| +855   | Camboja                                | Ásia         |
| +856   | Laos                                   | Ásia         |
| +86    | China                                  | Ásia         |
| +880   | Bangladexe                             | Ásia         |
| +886   | Taiwan                                 | Ásia         |
| Zona 9 |                                        |              |
| +90    | Turquia                                | Ásia/Europa  |
| +91    | Índia                                  | Ásia         |
| +92    | Paquistão                              | Ásia         |
| +93    | Afeganistão                            | Ásia         |
| +94    | Seri Lanca                             | Ásia         |
| +95    | Mianmar                                | Ásia         |
| +960   | Maldivas                               | Ásia         |
| +961   | Líbano                                 | Ásia         |
| +962   | Jordânia                               | Ásia         |
| +963   | Síria                                  | Ásia         |
| +964   | Iraque                                 | Ásia         |
| +965   | Kuwait                                 | Ásia         |
| +966   | Arábia Saudita                         | Ásia         |
| +967   | Iêmen                                  | Ásia         |
| +968   | Omã                                    | Ásia         |
| +970   | Palestina                              | Ásia         |
| +971   | Emirados Árabes Unidos                 | Ásia         |
| +972   | Israel                                 | Ásia         |
| +973   | Barém                                  | Ásia         |
| +974   | Catar                                  | Ásia         |
| +975   | Butão                                  | Ásia         |
| +976   | Mongólia                               | Ásia         |
| +977   | Nepal                                  | Ásia         |
| +98    | Irã                                    | Ásia         |
| +992   | Tajiquistão                            | Ásia         |
| +993   | Turcomenistão                          | Ásia         |
| +994   | Azerbaijão                             | Ásia         |
| +995   | Geórgia                                | Ásia         |
| +996   | Quirguistão                            | Ásia         |
| +998   | Uzbequistão                            | Ásia         |

## Nos países e regiões lusófonos

### Angola
O código nacional de Angola é +244. Antes de 2005, o país possuía um plano de numeração telefónica aberto, adotado a partir iniciado em janeiro e completado em maio de 2005, com todos os números a possuir a mesma quantidade de dígitos e o dígito inicial a indicar a natureza do serviço (por exemplo: 2 e 3 para a telefonia fixa, 7 para redes privativas e corporativas e 9 para serviços móveis).
| Província      | Código |
| -------------- | ------ |
| Bengo          | 234    |
| Benguela       | 272    |
| Bié            | 248    |
| Cabinda        | 231    |
| Cuando Cubango | 249    |
| Cuanza Norte   | 235    |
| Cuanza Sul     | 236    |
| Cunene         | 265    |
| Huambo         | 241    |
| Huíla          | 261    |
| Luanda         | 22     |
| Lunda Norte    | 252    |
| Lunda Sul      | 253    |
| Malanje        | 251    |
| Moxico         | 254    |
| Namibe         | 264    |
| Uíge           | 233    |
| Zaire          | 232    |

### Brasil
O código nacional do Brasil é +55. O plano de numeração telefônica do país é aberto, possuindo códigos de área de dois dígitos e telefones de oito dígitos (telefonia fixa e móvel com rádio PTT) e nove dígitos (telefonia móvel, sendo que o primeiro dígito é o número 9).
| Cidade                  | Estado              | Código |
| ----------------------- | ------------------- | ------ |
| Aracaju                 | Sergipe             | 79     |
| Bauru                   | São Paulo           | 14     |
| Belém                   | Pará                | 91     |
| Belo Horizonte          | Minas Gerais        | 31     |
| Boa Vista               | Roraima             | 95     |
| Brasília                | Distrito Federal    | 61     |
| Cachoeiro de Itapemirim | Espírito Santo      | 28     |
| Campinas                | São Paulo           | 19     |
| Campo Grande            | Mato Grosso do Sul  | 67     |
| Campos dos Goytacazes   | Rio de Janeiro      | 22     |
| Cascavel                | Paraná              | 45     |
| Caxias do Sul           | Rio Grande do Sul   | 54     |
| Chapecó                 | Santa Catarina      | 49     |
| Cuiabá                  | Mato Grosso         | 65     |
| Curitiba                | Paraná              | 41     |
| Divinópolis             | Minas Gerais        | 37     |
| Feira de Santana        | Bahia               | 75     |
| Florianópolis           | Santa Catarina      | 48     |
| Fortaleza               | Ceará               | 85     |
| Francisco Beltrão       | Paraná              | 46     |
| Goiânia                 | Goiás               | 62     |
| Governador Valadares    | Minas Gerais        | 33     |
| Imperatriz              | Maranhão            | 99     |
| Itabuna                 | Bahia               | 73     |
| João Pessoa             | Paraíba             | 83     |
| Joinville               | Santa Catarina      | 47     |
| Juazeiro                | Bahia               | 74     |
| Juazeiro do Norte       | Ceará               | 88     |
| Juiz de Fora            | Minas Gerais        | 32     |
| Londrina                | Paraná              | 43     |
| Macapá                  | Amapá               | 96     |
| Maceió                  | Alagoas             | 82     |
| Manaus                  | Amazonas            | 92     |
| Marabá                  | Pará                | 94     |
| Maringá                 | Paraná              | 44     |
| Montes Claros           | Minas Gerais        | 38     |
| Natal                   | Rio Grande do Norte | 84     |
| Palmas                  | Tocantins           | 63     |
| Passos                  | Minas Gerais        | 35     |
| Pelotas                 | Rio Grande do Sul   | 53     |
| Petrolina               | Pernambuco          | 87     |
| Picos                   | Piauí               | 89     |
| Ponta Grossa            | Paraná              | 42     |
| Porto Alegre            | Rio Grande do Sul   | 51     |
| Porto Velho             | Rondônia            | 69     |
| Presidente Prudente     | São Paulo           | 18     |
| Recife                  | Pernambuco          | 81     |
| Ribeirão Preto          | São Paulo           | 16     |
| Rio Branco              | Acre                | 68     |
| Rio de Janeiro          | Rio de Janeiro      | 21     |
| Rio Verde               | Goiás               | 64     |
| Rondonópolis            | Mato Grosso         | 66     |
| Salvador                | Bahia               | 71     |
| Santarém                | Pará                | 93     |
| Santa Maria             | Rio Grande do Sul   | 55     |
| Santos                  | São Paulo           | 13     |
| São José do Rio Preto   | São Paulo           | 17     |
| São José dos Campos     | São Paulo           | 12     |
| São Luís                | Maranhão            | 98     |
| São Paulo               | São Paulo           | 11     |
| Sorocaba                | São Paulo           | 15     |
| Tefé                    | Amazonas            | 97     |
| Teresina                | Piauí               | 86     |
| Uberlândia              | Minas Gerais        | 34     |
| Vitória                 | Espírito Santo      | 27     |
| Vitória da Conquista    | Bahia               | 77     |
| Volta Redonda           | Rio de Janeiro      | 24     |

### Cabo Verde
O código nacional de Cabo Verde é +238. O país introduziu um novo plano de numeração telefónica, fechado, em 3 de julho de 2004. Neste plano, todos os telefones fixos e celulares têm sete dígitos e no caso da telefonia fixa, os três primeiros dígitos identificam a região.
| Ilha        | Códigos         |
| ----------- | --------------- |
| Boa Vista   | 251-252         |
| Brava       | 285             |
| Fogo        | 281-284         |
| Maio        | 255-256         |
| Sal         | 241-242         |
| Santiago    | 260-269 271-273 |
| Santo Antão | 221-227         |
| São Nicolau | 235-238         |
| São Vicente | 230-232         |

### Guiné-Bissau
O código nacional de Guiné-Bissau é +245. O atual sistema, fechado, foi introduzido em 2013, com um plano de numeração de sete dígitos, no qual a telefonia fixa possui telefones iniciados com o dígito 3 e a telefonia móvel, com os dígitos 5, 6 e 7. No que se refere à telefonia fixa, os códigos estão geograficamente distribuídos da seguinte forma:
| Setor        | Região  | Código |
| ------------ | ------- | ------ |
| Bafatá       | Bafatá  | 341    |
| Bambadinca   | Bafatá  | 342    |
| Bigene       | Cacheu  | 397    |
| Bissau       | Bissau  | 320    |
| Bissau       | Bissau  | 321    |
| Bissora      | Oio     | 332    |
| Brá          | Bissau  | 325    |
| Buba         | Quinara | 370    |
| Bula         | Cacheu  | 394    |
| Cacheu       | Cacheu  | 392    |
| Canchungo    | Cacheu  | 391    |
| Farim        | Oio     | 335    |
| Gabu         | Gabu    | 351    |
| Ingoré       | Cacheu  | 396    |
| Mansaba      | Oio     | 334    |
| Mansoa       | Oio     | 331    |
| Pirada       | Gabu    | 353    |
| Pitche       | Gabu    | 354    |
| Santa Luzia  | Bissau  | 322    |
| São Domingos | Cacheu  | 393    |
| Sonaco       | Gabu    | 352    |

### Macau
O código de Macau, Região Administrativa Especial da República Popular da China, é +853. O atual plano de numeração de Macau, implantado em 2006, não possui códigos de área, apenas a alocação por tipo de serviço telefónico através do(s) dígito(s) inicial(is), acrescido(s) de seis ou sete dígitos:
| Tipo de serviço | Dígito inicial |
| --------------- | -------------- |
| Telefonia fixa  | 28             |
| Telefonia móvel | 62 63 65 66    |
| Telefonia fixa  | 8              |

### Moçambique
O código nacional de Moçambique é +258. Antes de 2005, o país possuía um plano de numeração telefónica aberto, quando em dezembro de 2004 foram apresentadas as novas regras para a telefonia moçambicana. Em agosto de 2005 foi introduzido um plano de numeração "fechado", no qual todos os telefones fixos possuem a mesma quantidade de dígitos (oito) e são distinguidos geograficamente por seus dígitos iniciais, mas que não são propriamente códigos de área, uma vez que integram o número telefónico em todas as ligações.
| Província          | Código |
| ------------------ | ------ |
| Cabo Delgado       | 272    |
| Gaza (Chokwé)      | 281    |
| Gaza (Xai-Xai)     | 282    |
| Inhambane          | 293    |
| Manica             | 251    |
| Maputo (Província) | 21     |
| Maputo (Capital)   | 21     |
| Nampula            | 26     |
| Niassa             | 271    |
| Sofala             | 23     |
| Tete               | 252    |
| Zambézia           | 24     |

### Portugal
O código nacional de Portugal é +351. O país substituiu o plano de numeração anterior, aberto, por um plano de numeração telefónica fechado em 31 de outubro de 1999. O sistema foi mudado com o objetivo de evitar a exaustão de combinações disponíveis, garantir a portabilidade numérica, entre outras razões, passando a nove dígitos.
| Cidade                 | Código |
| ---------------------- | ------ |
| Abrantes               | 241    |
| Angra do Heroísmo      | 295    |
| Arganil                | 235    |
| Aveiro                 | 234    |
| Barreiro               | 207    |
| Beja                   | 284    |
| Braga                  | 253    |
| Bragança               | 273    |
| Caldas da Rainha       | 262    |
| Castelo Branco         | 272    |
| Castro Verde           | 286    |
| Chaves                 | 276    |
| Coimbra                | 239    |
| Covilhã                | 275    |
| Estremoz               | 268    |
| Évora                  | 266    |
| Faro                   | 289    |
| Figueira da Foz        | 233    |
| Funchal                | 291    |
| Gouveia                | 238    |
| Guarda                 | 271    |
| Horta                  | 292    |
| Idanha-a-Nova          | 277    |
| Leiria                 | 244    |
| Lisboa                 | 21     |
| Marco de Canaveses     | 255    |
| Mealhada               | 231    |
| Mirandela              | 278    |
| Moura                  | 285    |
| Odemira                | 283    |
| Penafiel               | 255    |
| Peso da Régua          | 254    |
| Pombal                 | 236    |
| Ponta Delgada          | 296    |
| Ponte de Sôr           | 242    |
| Portalegre             | 245    |
| Portimão               | 282    |
| Porto                  | 22     |
| Proença-a-Nova         | 274    |
| Santarém               | 243    |
| Santiago do Cacém      | 269    |
| São João da Madeira    | 256    |
| Seia                   | 238    |
| Setúbal                | 265    |
| Tavira                 | 281    |
| Torre de Moncorvo      | 279    |
| Torres Novas           | 249    |
| Torres Vedras          | 261    |
| Valença                | 251    |
| Viana do Castelo       | 258    |
| Vila Franca de Xira    | 263    |
| Vila Nova de Famalicão | 252    |
| Vila Real              | 259    |
| Viseu                  | 232    |

### São Tomé e Príncipe
O código nacional de São Tomé e Príncipe é +239. O país introduziu em 2009 um plano de numeração no qual os telefones fixos passaram de seis para sete dígitos. Nele, os telefones fixos começam com o dígito 2, os dígitos 6, 7 e 8 iniciam telefones referentes serviços não geográficos e o dígito 9 inicia as alocações destinadas à telefonia móvel. No que se refere à telefonia fixa
| Localidade     | Ilha     | Código |
| -------------- | -------- | ------ |
| Água Grande    | São Tomé | 222    |
| Água Grande    | São Tomé | 224    |
| Água Grande    | São Tomé | 228    |
| Água Grande    | São Tomé | 229    |
| Guadalupe      | São Tomé | 223    |
| Madalena       | São Tomé | 227    |
| Neves          | São Tomé | 223    |
| Porto Alegre   | São Tomé | 226    |
| Ribeira Afonso | São Tomé | 226    |
| Santana        | São Tomé | 226    |
| Santa Catarina | São Tomé | 223    |
| Santo Amaro    | São Tomé | 222    |
| Santo António  | Príncipe | 225    |
| Trindade       | São Tomé | 227    |

### Timor-Leste
O código nacional de Timor-Leste é +670. O país possui desde 28 de setembro de 2003 um plano de numeração fechado, com sete dígitos para a telefonia fixa, no qual os dois primeiros dígitos indicam a região geográfica. Em 2013, a telefonia móvel passou a oito dígitos, iniciando-se pelo dígito 7.
| Município | Região  | Código |
| --------- | ------- | ------ |
| Aileu     | Central | 37     |
| Ainaro    | Oeste   | 24     |
| Baucau    | Leste   | 41     |
| Bobonaro  | Oeste   | 23     |
| Cova Lima | Oeste   | 22     |
| Díli      | Central | 31     |
| Díli      | Central | 32     |
| Díli      | Central | 33     |
| Ermera    | Central | 38     |
| Lautém    | Leste   | 44     |
| Liquiçá   | Central | 36     |
| Manatuto  | Leste   | 42     |
| Manufahi  | Oeste   | 21     |
| Oecusse   | Oeste   | 25     |
| Viqueque  | Leste   | 43     |